# Teodora i Dydym
Teodora i Dydym – święci męczennicy aleksandryjscy z początku IV wieku.

## Żywot
Teodora żyła w Aleksandrii około roku 300. Z miłości do Chrystusa oddała mu swą czystość panieńską, niechętnie też pokazywała się publicznie. Zawistni poganie oskarżyli ją, że jest chrześcijanką. Przyprowadzona przed oblicze sędziego wyznała swą wiarę, przyznała też, że jako Oblubienica Chrystusowa, nie chce wyjść za mąż. Wówczas sędzia dał jej do wyboru albo złoży ofiarę bożkom, albo będzie zaprowadzona do domu publicznego, gdzie utraci dziewictwo. Teodora uznała, że skoro nie może zachować korony męczeńskiej i dziewiczej, woli zostać raczej przy Bogu niż przy cielesnej czystości. Przestąpiwszy próg domu nierządnego wzniosła do Boga modlitwę o ratunek. Ledwie skończyła modlitwę wdarł się tam żołnierz rzymski, który postanowił ją ratować. Przestraszonej zaproponował, żeby się przyodziała w jego szaty, a wychodząc zasłoniła sobie twarz. Ubrana po żołniersku, zasłoniwszy twarz, Teodora wyszła z domu publicznego bez szkody. Tymczasem rozpustnicy, którzy na jej zgubę czyhali, wdarli się do izby, gdzie znaleźli żołnierza w kobiecych szatach Teodory. Przekonani, że ich ofiara została zamieniona w mężczyznę, uciekli, aby sami nie zostali przypadkiem zamienieni w kobiety. Żołnierz o imieniu Dydym został przyprowadzony przed oblicze sędziego i skazany na śmierć za uniemożliwienie wykonania wyroku sądowego. Wówczas zjawiła się przed sądem i Teodora, która nie chciała stać się przyczyną śmierci swego wybawcy. Dydym pragnął jednak zmyć krwią swoją wcześniejsze grzechy. Zginęli więc oboje najpierw Teodora, a po niej Dydym.

## Recepcja
Historię Teodory i Dydyma opowiadają Euzebiusz z Cezarei i Ambroży mediolański. Pierwszy umieszcza ją w Aleksandrii, drugi w Antiochii. Legenda jest prawdopodobnie całkowicie fikcyjna i stanowi refleks pogańskich opowieści o heroicznych parach bohaterów. Ambroży porównuje losy Teodory i Dydyma do historii Damona i Pytiasza, co może wskazywać na inspirację tego żywota
W XIII wieku opowieść Ambrożego przytoczył w Złotej legendzie Jakub z Voragine. W XVI wieku historia dwojga męczenników pojawiła się we Włoszech na scenie pod tytułem Sacra Rappresentazione di santa Theodora. Dydym otrzymał w niej imię Euryala. Pierwsze znane wystawienie utworu miało miejsce w 1554 roku. Historia ta zainspirowała Tassa, który w drugiej pieśni Jerozolimy wyzwolonej opowiada losy Sofronii i Olinda, którzy zostają skazani przez króla muzułmańskiego za kradzież ikony, o którą się oboje oskarżają, Sofronia, by ratować lud przed prześladowaniem, Olind z miłości do Sofronii. Oboje mają zostać spaleni na stosie, ratuje ich jednak wojowniczka muzułmańska, Klorynda, poruszona ich miłością. Nie ma sceny w lupanarze, miłość Olinda okazuje się bardziej cielesna, niż ta, która powodowała Dydymem, a historia kończy się ślubem, a nie męczeństwem.
W XVII wieku po temat sięgali ferraryjczyk Agostino Faustini (1613), florentyńczyk Girolamo Bartolommei (1632), lukkańczyk Fra Giovanni Gottardi (1640), a w Rzymie kardynał Rospigliosi, przyszły Klemens IX (przedstawienia w 1635 i 1636). W sezonie 1645/1646 swoją wersję legendy wystawił Pierre Corneille w tragedii pod tytułem Teodora, dziewica i męczennica.